# Jacques Bernard Hombron
Jacques Bernard Hombron (1798 – 1852) è stato un chirurgo di bordo e un naturalista francese.
Hombron partecipò alle spedizioni francesi dell'Astrolabe e della Zelee tra il 1837 e il 1840 allo scopo di investigare su quale fosse il perimetro dell'Antartide. Insieme a Honoré Jacquinot descrisse un gran numero di piante e animali.